# Шервуд (містечко, Вісконсин)
Шервуд (англ. Sherwood) — місто (англ. town) в США, в окрузі Кларк штату Вісконсин. Населення — 230 осіб (2020).

## Демографія
Згідно з переписом 2010 року, у місті мешкало 220 осіб у 93 домогосподарствах у складі 69 родин. Було 169 помешкань
Расовий склад населення:
| - 98,6 % — білих - 1,4 % — осіб інших рас |

До двох чи більше рас належало 0,0 %. Частка іспаномовних становила 1,4 % від усіх жителів.
За віковим діапазоном населення розподілялося таким чином: 19,5 % — особи молодші 18 років, 57,8 % — особи у віці 18—64 років, 22,7 % — особи у віці 65 років та старші. Медіана віку мешканця становила 48,4 року. На 100 осіб жіночої статі у місті припадало 101,8 чоловіків;  на 100 жінок у віці від 18 років та старших — 96,7 чоловіків також старших 18 років.
Середній дохід на одне домашнє господарство  становив 59 885 доларів США (медіана — 57 500), а середній дохід на одну сім'ю — 65 165 доларів (медіана — 60 250). Медіана доходів становила 44 375 доларів для чоловіків та 31 250 доларів для жінок. За межею бідності перебувало 7,1 % осіб, у тому числі 6,5 % дітей у віці до 18 років та 18,4 % осіб у віці 65 років та старших.
Цивільне працевлаштоване населення становило 118 осіб. Основні галузі зайнятості: освіта, охорона здоров'я та соціальна допомога — 33,9 %, виробництво — 23,7 %, будівництво — 12,7 %, сільське господарство, лісництво, риболовля — 9,3 %.